# مختار التتش
محمود مختار رفاعي والشهير بمختار التتش كابتن منتخب مصر لكرة القدم ولاعب النادي الأهلي المصري.

## بداياته
ولد مختار التتش في 29 سبتمبر 1905م بالسيدة زينب بالقاهرة، شارك وهو في الثامنة عشر من عمره مع فريق مدرسة محمد على الأبتدائية وكان أصغر لاعبيها جسما وسنا ولكنه كان أكثرهم مهارة، أنتقل بعدها إلى مدرسة السعيدية وبعد أن أنهى دراسته الثانوية ألتحق بكلية الحقوق وحصل على البكالوريا.[1]
اكتشفه النادي الأهلي وضمه إلى فريقه الأول في العام 1922م، وكانت أولى مبارياته مع الأهلي ضد فريق الطيران الأنجليزى في الكأس السلطانية وفاز فيها الأهلى بهدفين مقابل هدف أحرز التتش فيها هدف الفوز.[2]

## لقب التتش
يرجع لقب مختار بالتتش إلى اللورد لويد المندوب السامى البريطاني في مصر آنذاك، وكلمة التتش تطلق على لاعب السيرك الصغير الحجم السريع الحركة الذي يبهر المشاهدين بحركاته وقفزاته ومرونته.
كان اللورد لويد لاعب كرة قدم قديما ولذلك كان يحرص على متابعة مباريات كرة القدم في مصر وعندما شاهد مختار يلعب أعجب به إعجابا شديدا حتى انه كان يخبر جلسائه بأن تحكم قدم التتش بالكرة أفضل من تحكم يدى اللورد بالبرتقالة، وكان كلما يقابله يبادره بقوله (هاللو تتش).

## إنجازاته
تولى مختار التتش قيادة منتخب مصر والنادي الأهلي طوال 17 عاما وشارك في ثلاث دورات أوليمبية الأولى دورة الألعاب الأوليمبية الثامنة بباريس 1924م، ومن الجدير بالذكر أن توقيت هذه الدورة كان يواكب توقيت موعد أمتحان شهادة الكفاءة في مصر فكان على مختار إما التضحية بالشهادة أو بالسفر وقيادة منتخب مصر، فختار مختار التتش السفر مع الفريق ولكن والده رفض خوفا على مستقبله، ووصل الأمر إلى رئيس مجلس الوزراء الزعيم سعد زغلول باشا الذي أصدر قرارا بمشاركة محمود التتش مع الفريق على أن يتم إرسال أوراق الأمتحان إلى المفوضية المصرية لكى يؤدى الأمتحان هناك.

كما شارك مختار التتش في دورة الألعاب الأوليمبية التاسعة بأمستردام عام 1928م، وكانت من أروع مبارياته التي لعبها في هذه الدورة مباراة مصر والبرتغال والتي فازت بها مصر بهدفين مقابل هدف وأحرز الهدفين مختار التتش، وقد أشادت به صحف أوروبا وأجمعت على أنه أحسن ساعد أيسر في العالم، وتم أختياره ضمن منتخب العالم الذي لعب بعد الدورة مع منتخب أوروبا.
كما شارك مختار في دورة الألعاب الأوليمبية الحادية عشر ببرلين عام 1936م، وأختير ضمن أحسن 12 لاعبا في العالم.[1]

ويعتبر أكثر اللاعبين مشاركة في تاريخ نهائي كأس مصر بواقع 11 نهائي، و14 مباراة؛ حيث أعيد نهائي 1924 و1925 و1926 بعد التعادل في أول مباراة.

## اعتزاله
قرر مختار التتش أعتزال كرة القدم وهو في أوج مجده عام 1940م، وحاول الكثيرين من الرياضيين والصحفيين والمشاهير إثناءه عن قراره ولكنه فضل أن تبقى ذكراه وهو في أفضل حالاته.
بعد أعتزال التتش مارس لعبة الهوكى كهواية وأشرف على كرة القدم بالنادي الأهلي، وتولى منصب سكرتير عام اللجنة الأوليمبية المصرية من عام 1956م وحتى عام 1959م.
وفي العام 1965م كرمه الرئيس جمال عبد الناصر ومنحه وسام الرياضة من الطبقة الأولى.
توفى مختار التتش في 21 ديسمبر عام 1965م، وقد سُمي ملعب النادي الأهلي بالجزيرة بملعب مختار التتش تكريماً لذكراه ودوره الكبير في رفع مستوى اللعبة في النادي الأهلي.

## روابط خارجية
- مختار التتش على موقع الاتحاد الدولي (مؤرشف)  (الإنجليزية)
- مختار التتش على موقع ناشيونال فوتبول تيمز (الإنجليزية)
- مختار التتش على موقع Soccerway.com (الإنجليزية)
- مختار التتش على موقع عالم كرة القدم.نت (الإنجليزية)
- مختار التتش على موقع أوليمبيديا (الإنجليزية)